# یال پیر احمدلی
یال پیر احمدلی (ترکی آذربایجانی: Yal Pirəhmədli) یک منطقهٔ مسکونی در جمهوری آرتساخ است که در استان هادروت واقع شده‌است.